# Kazuya Kaneda
Kazuya Kaneda (Japans: 金田 和也, Kaneda Kazuya) (Tokio, 5 november 1987) is een Japanse zwemmer. Hij vertegenwoordigde zijn vaderland op de Olympische Zomerspelen 2012 in Londen.

## Carrière
Bij zijn internationale debuut, op de Pan-Pacifische kampioenschappen zwemmen 2010 in Irvine, eindigde Kaneda als twaalfde op de 200 meter vlinderslag en werd hij uitgeschakeld in de series van de 100 meter vlinderslag.
Tijdens de Olympische Zomerspelen van 2012 in Londen strandde de Japanner in de halve finales. Op de wereldkampioenschappen kortebaanzwemmen 2012 in Istanboel veroverde Kaneda de wereldtitel op de 200 meter vlinderslag, op de 100 meter vlinderslag werd hij uitgeschakeld in de halve finales. Samen met Kosuke Hagino, Akihiro Yamaguchi en Kenji Kobase eindigde hij als zesde op de 4x100 meter wisselslag.

## Internationale toernooien
| Jaar | Olympische Spelen    | WK langebaan  | WK kortebaan                                                   | PanPacs                                   |
| ---- | -------------------- | ------------- | -------------------------------------------------------------- | ----------------------------------------- |
| 2010 |                      |               | geen deelname                                                  | 26e 100m vlinderslag 12e 200m vlinderslag |
| 2011 |                      | geen deelname |                                                                |                                           |
| 2012 | 10e 200m vlinderslag |               | 13e 100m vlinderslag · 200m vlinderslag · 6e 4x100m wisselslag |                                           |

## Persoonlijke records
Bijgewerkt tot en met 16 december 2012

### Kortebaan
| Afstand          | Tijd    | Datum            | Plaats    |
| ---------------- | ------- | ---------------- | --------- |
| 100m vlinderslag | 50,85   | 11 november 2012 | Singapore |
| 200m vlinderslag | 1.51,01 | 16 december 2012 | Istanboel |

### Langebaan
| Afstand          | Tijd    | Datum        | Plaats    |
| ---------------- | ------- | ------------ | --------- |
| 100m vlinderslag | 52,99   | 1 april 2009 | Hamamatsu |
| 200m vlinderslag | 1.55,56 | 30 juli 2012 | Londen    |